# Laki
Laki (isl. Lakagígar – Kratery Laki) – wulkan szczelinowy w południowej Islandii, znajdujący się w pobliżu miasteczka Kirkjubæjarklaustur, na południowy zachód od lodowca Vatnajökull. Osiąga wysokość 818 m n.p.m. Kratery tworzą pasmo górskie ciągnące się na długości ponad 25 km. Laki wchodzi w skład kompleksu wulkanicznego Grímsvötn, współtworzonego przez znany z dużej erupcji w roku 934 system szczelin Eldgjá.
.

## Erupcja z 1783 roku i jej skutki
Erupcja o charakterze szczelinowym, trwała od 8 czerwca 1783 do lutego 1784. Lawa wydostawała się z systemu szczelin ze 130 kraterów, rozciągających się z południowego zachodu na północny wschód. Wydostało się z nich łącznie 14–15 km³ lawy, która rozlała się na powierzchni 565 km². Była to największa odnotowana w historii ilość lawy, jaka kiedykolwiek wydostała się podczas jednej erupcji. Oprócz tego, w powietrze wyrzuconych zostało 12,3 km³ materiału piroklastycznego.
Fontanny lawy, sięgające setek metrów wysokości były widoczne z daleka. Lawa wypłynęła na odległość 80 km od szczeliny, pokrywając obszar 580 km² i zalewając koryto rzeki Skaftá. Chmura gazów i popiołów, które zasypały większą część wyspy, dotarła także do kontynentalnej części Europy. Zjawisko to przyczyniło się do obniżenia średniej temperatury powietrza na półkuli północnej o około 1 °C, a w samej Islandii o 5 °C.
Nad znaczną częścią półkuli północnej przez kilka miesięcy utrzymywała się sucha mgła. W Ameryce Północnej nastąpiła mroźna zima – można było zaobserwować nawet spływające rzeką Missisipi aż do Zatoki Meksykańskiej kry lodowe. Lato w 1783 roku było najchłodniejsze od przeszło 400 lat. Według niektórych uczonych, klęska głodu spowodowana erupcją wulkanu doprowadziła do niemal całkowitego wyginięcia inuickiego plemienia Kauwerak z północnego zachodu Alaski. Toksyczny obłok spowodował, że w ciągu jednej nocy uschły liście wzdłuż rzeki Ems w Niemczech. W Wielkiej Brytanii liście drzew pokruszyły się, a warzywa zwiędły. Podobne zjawiska obserwowano na terenie obecnych krajów, takich jak Finlandia, Francja, Holandia, Norwegia, Rumunia, Słowacja, Szwecja, Węgry, Włochy. Trującą mgłę zauważono w Portugalii, Tunezji, Syrii, Rosji, Nowej Fundlandii, a także na zachodzie Chin.
Erupcja Laki była największą klęską żywiołową, jaka kiedykolwiek spotkała Islandię. Z powodu następstw wybuchu (takich jak: śmierć bydła, koni, owiec oraz głód) zmarło około 10 000 osób, czyli około 20–25% ludności kraju.